# اضطراب الهوية التفارقي
اضطراب الهوية التفارقي (بالإنجليزية: Dissociative identity disorder)‏، المعروف سابقاً باسم اضطراب تعدد الشخصيات (بالإنجليزية: multiple personality disorder)‏، هو اضطراب عقلي يوصف بوجود شخصيتين -على الاقل- متميزتين ودائمتين نسبياً، وغالبا ما يصاحب ذلك حالة من صعوبات في تذكر الأحداث بشكل لا يمكن تفسيره من خلال عملية النسيان العادية، وهذه الحالات تظهر بشكل متناوب في سلوك الشخص، وتختلف من شخص لآخر. غالبا ما يصاحب اضطراب الهوية التفارقي اضطراب الشخصية الحدي، اضطراب الكرب التالي للصدمة النفسية، الاكتئاب، اضطراب تعاطي المخدرات، إيذاء النفس والتوتر.
يُعتقد أن صدمة الطفولة هي سبب اضطراب الهوية التفارقي، ففي حوالي 90 ٪ من الحالات كان هناك تاريخ من سوء المعاملة في مرحلة الطفولة، في حين ارتبطت الحالات الأخرى بتجارب الحروب أو المشاكل الصحية أثناء مرحلة الطفولة. كما يُعتقد أيضا أن العوامل الوراثية تلعب دورا. توجد فرضية بديلة تقول بأن اضطراب الهوية التفارقي هو نتيجة ثانوية للتقنيات المستخدمة من قبل بعض المعالجين، وخاصة أولئك الذين يستخدمون التنويم المغناطيسي. وقبل الجزم بالتشخيص يجب التأكد من أن هذه الحالة ليست بسبب تعاطي الشخص للمخدرات أو المضبوطات أو اللعب الخيالي لدى الأطفال أو الممارسات الدينية.
يشمل العلاج بشكل عام الرعاية الداعمة والاستشارة النفسية. غالبا ما تستمر الحالة بدون العلاج. ويُعتقد أنها تؤثر على حوالي 2 ٪ من عموم السكان و 3 ٪ من أولئك الذين يدخلون إلى المستشفيات بسبب مشاكل الصحة العقلية في أوروبا وأمريكا الشمالية. يتم تشخيص اضطراب الهوية التفارقي بمعدل أكثر ست مرات في الإناث مقارنة بالذكور. وقد ارتفع عدد الحالات بشكل كبير في النصف الثاني من القرن العشرين، إلى جانب ارتفاع عدد الهويات (الشخصيات) التي يدعيها المرضى.
يُعتبر اضطراب الهوية التفارقي أمراً مثيراً للجدل سواء في الطب النفسي أو النظام القانوني. وقد تم استخدامه في بعض القضايا كنموذج ناجح بشكل نادر في دفاع الجنون. تتجمع نسبة كبيرة من المرضى الذين تم تشخيصهم باضطراب الهوية التفارقي حول عدد صغير من الأطباء الذين يدعمون الفرضية القائلة بأن اضطراب الهوية التفارقي يمكن أن يكون ناتجًا عن العلاج. قد تختلف الأعراض النموذجية للاضطراب باختلاف المكان وفقًا لكيفية تصوير الاضطراب من قبل وسائل الإعلام.

## التعاريف
يفتقر التفارق، وهو المصطلح الذي يقع تحته الاضطرابات التفارقية ومن بينها اضطراب الهوية التفارقي، إلى تعريف دقيق وتجريبي متفق عليه بشكل عام. فهناك أعداد كبيرة من التجارب المتنوعة تم وصفها بالتفارقية، بداية من الفشل العادي في الانتباه نهاية بانهيار عمليات الذاكرة التي تُميزها الاضطرابات التفارقية. وبالتالي فمن غير المعروف ما إذا هناك أصل مشترك لكل ما يقع تحت التجربة التفارقية، أو إذا كان مدى الأعراض المتوسط إلى الحادة هو نتاج للمسببات المختلفة والبناء الحيوي. هناك مصطلحات أخرى تُستخدم في الأدبيات، من بينها الشخصية والحالة الشخصية والهوية وحالة الأنا وفقدان الذاكرة، لم يتم أيضاً التوافق على تعريفات لها. وهناك العديد من النماذج المتنافسة التي تدمج بعض الأعراض الغير تفارقية فيما تستبعد الأعراض التفارقية. ويُصور النموذج الأكثر استخداما في التفارق اضطراب الشخصية التفارقي على أنه تفارق شديد ومستمر في أحد أطرافه وتدفق في الطرف الآخر، ومع ذلك فهذا النموذج ما زال يتم اختباره.
قُدمت بعض المصطلحات فيما يتعلق بالتفارق، ووضع الطبيب النفسي Paulette Gillig حداً فاصلاً بين مصطلحي «حالة الأنا» (والتي هي سلوكيات وتجارب لديها حدود مُنفذة مع الحالات الأخرى لكنها تتحد مع الإحساس العام بالنفس) و«المتغيرات» (حيث يكون لكل متغير ذاكرة سيرة ذاتية منفصلة، مبادرة ومعني بالملكية مستقل تجاه سلوك الشخصي) اللذين يستخدمان بشكل شائع خلال مناقشة اضطراب الشخصية التفارقي. اقترح إلرت نيجينهوس وزملاؤه فرقاً بين الشخصيات المسؤولة عن الوظائف اليومية (المرتبطة باستجابات فيزيولوجية بليدة وتبلد المشاعر، والتي يُشار إليها بأنها تبدو «جزءا عاديا في الشخصية») وتلك المنبثقة عن حالات البقاء (من بينها الكر والفر، وذكريات الحياة الصادمة والعواطف الشديدة المؤلمة، «جزء عاطفي في الشخصية»).
استخدم فان ديرهارت وزملاؤه مصطلح «التفارق التركيبي للشخصية» لتمييز التفارق المنسوب إلى الأسباب الصدمية والمَرضية، والتي بدورها تنقسم إلى أولية وثانوية وثالثية. ووفقاً لهذه الفرضية فإن التفارق الأولي يتضمن «جزءا عاديا في الشخصية» و«جزءا عاطفيا في الشخصية»، فيما يتضمن التفارق الثانوي «جزءا عاديا في الشخصية» و«جزئين عاطفيين في الشخصية» على الأقل، ويتضمن التفارق الثالثي، الفريد في اضطراب الشخصة التفارقي، يوصف بأنه يملك على الأقل «جزئين عاديين في الشخصية» و«جزئين عاطفيين في الشخصية».
اقترح آخرون أن التفارق يمكن فصله إلى شكلين بارزين، الانفصال العاطفي والتجزئة، معتبرين أن التجزئة، والتي يحدث فيها فشل في التحكم بالأفعال والعمليات القابلة عادة للتحكم، هي الأكثر بروزا في اضطراب الشخصية التفارقي. وقد بُذلت جهود للتمييز بين التفارق العادي والمَرضي من خلال القياس النفسي، لكنها لم تلاق القبول بشكل عام.

## العلامات والأعراض
يتضمن اضطراب الهوية التفارقي، طبقا للطبعة الخامسة للدليل التشخيصي والإحصائي للاضطرابات النفسية، «وجود شخصيتين واضحتين أو أكثر»، مصحوبة بعدم القدرة على استدعاء المعلومات الشخصية فوق ما هو متوقع خلال النسيان العادي. وتشمل أعراض الدليل التشخيصي كل من فقدان الهوية في علاقتها بالشخصيات أو الحالات المتعددة، وفقدان الإحساس بالزمن والذات ودرجة الوعي. يتغير التمثيل السريري للاضطراب في كل فرد كما يمكن أن يتغير المستوى الوظيفي من مستوى شديد الضعف إلى مستوى كاف.
تُضمن أعراض فقدان الذاكرة التفارقي تحت تشخيص اضطراب الهوية التفارقي كما يُمكن أن يتم تشخيصها بشكل منفصل. يمكن أن يتعرض الأفراد المصابون باضطراب الهوية التفارقي إلى الضيق نتيجة كل من أعراض اضطراب الهوية التفارقي (العواطف والأفكار المتطفلة) وتبعات الأعراض المصاحبة (حيث أن التفارق يجعلهم غير قادرين على تذكر معلومات معينة).
يشير أغلبية المرضى المصابين باضطراب الهوية التفارقي إلي حدوث اعتداءات جنسية أو/و جسدية، على الرغم من أن دقة هذه التقارير محل جدل. وقد تكون الشخصيات أو الهويات المتعددة غير واعية بوجود بعضها البعض، كما أن تجزئة المعرفة والذكريات ينتج عنها حياة شخصية فوضوية. قد يعارض الأفراد المصابون باضطراب الهوية التفارقي مناقشة الأعراض بسبب ترابطها مع الاعتداءات، والعار والخوف. ويمكن أن يعاني مرضى اضطراب الهوية التفارقي بشكل متكرر وقوي من اضطرابات الوقت.
عدد التغيرات تتنوع بشكل واسع، مع معظم المرضى يتطابقون مع أقل من عشرة، بالرغم من أنه تم الإخبار عن ما يزيد على 4500. معدل عدد التغيرات زاد مؤخراً عن العقود القليلة الماضية، من اثنين أو ثلاثة إلى الآن بمعدل حوالي 16. على أية حال إنه غير واضح فيما أن هذا بسبب زيادة حقيقة في التغيرات، أو ببساطة أن المجتمع النفسي أصبح أكثر تقبلاً لعدد عالي من التغيرات. الهوية الرئيسية، والتي عادةً تكون الاسم المعطى للمريض، تتجه لتكون «سلبية، ومعتمدة، ومذنبة ومكتئبة» مع شخصيات أخرى أو تغيرات تكون أكثر نشاطاً، أو عدوانية أو معادية، وعادةً تحتوي ذكريات أكثر اكتمالاً. معظم الهويات هي لأشخاص عاديين، بالرغم من أنه تم الإخبار عن تغيرات خيالية، وأسطورية، ومشهورة وحيوانية.

### اضطرابات مرضية مصاحبة
معظم حالات اضطراب التفارق تملك اضطرابات عقلية مرضية مصاحبة، بمعدل 8 تشخيصات للمحور I و4.5 للمحور II للدليل التشخيصي والإحصائي. التاريخ النفسي يحتوي بشكل متكرر تشخيصات سابقة متعددة للاضطرابات المتنوعة وحالات علاج فاشلة. أكثر الشكاوى المقدمة شيوعاً لاضطراب الهوية التفارقي هو الاكتئاب، مع آلام الرأس (الصداع) تكون عَرَضاً عصبياً شائعاً. الاضطرابات المرضية المصاحبة يمكن أن تتضمن إساءة استعمال المادة، اضطرابات الأكل، القلق، اضطراب التوتر ما بعد الصدمة (PTSD) واضطرابات الشخصية. نسبة هامة من أولئك المشخصين باضطراب الهوية التفارقي توافقوا مع معايير DSM axis II لاضطرابات الشخصية مثل اضطراب الشخصية الحدّية؛ أقلية هامة توافقت مع معايير لاضطراب الشخصية الاجتنابي واضطرابات شخصية أخرى،  مع حوالي النصف يطابق اضطراب الشخصية الحدّية تحديداً. من ناحية أخرى، البيانات تدعم مستوى عالياً من الأعراض الذهنية في اضطراب الهوية التفارقي، وأن كلا الفردين المشخصين بالفصام والمشخصين باضطراب الهوية التفارقي لديهم تاريخ مع الصدمة. أيضاً الأفراد المشخصون باضطراب الهوية التفارقي يظهرون بوضوح أكبر قابلية للتنويم المغناطيسي من أي المرضى السريريين. العدد الكبير من الأعراض التي يظهرها الأفراد المشخصون باضطراب الهوية التفارقي أدى ببعض الأطباء ليقترحوا أنه، على خلاف كونه اضطراباً منفصلاً، تشخيص اضطراب الهوية التفارقي هو في الحقيقة إشارة لشدة اضطرابات أخرى مشخصة بالمريض.

#### اضطراب الشخصية الحدّيّة BPD
الدليل الإحصائي والتشخيصي الرابع DSM-IV بين أن أفعال التشويه الذاتية، والاندفاعية والتغير السريع في العلاقات الشخصية «يمكن أن يبرر تشخيصاً متفقاً عليه لاضطراب الشخصية الحدّية» ستيفن لينن وزملاء اقترحوا أن التداخل الهام بين اضطراب الشخصية الحدّيّة واضطراب الهوية التفارقي يمكن أن يكون عاملاً مساهماً لتطور لاضطراب الهوية التفارقي الناتج عن تعاطي الأدوية. من ذلك اقتراحات لتغيرات خفية بواسطة المعالجين الذين يقترحون تشخيصاً لاضطراب الهوية التفارقي يقدم تفسيراً للمرضى لعدم استقرار السلوك، وتشويه الذات، والتغيرات في المزاج والأفعال الغير متوقعة التي يختبرونها. في عام 1993 مجموعة من الباحثين راجعوا كلا اضطراب الهوية التفارقي واضطراب الشخصية الحدّيّة، ليستنتجوا أن اضطراب الهوية التفارقي كان ظاهرة إضافية لاضطراب الشخصية الحدّيّة، مع عدم وجود اختبارات ووصف سريري قادر على التمييز بين الاثنين. استنتاجاتهم حول البرهان التجريبي لاضطراب الهوية التفارقي تم تكريره بواسطة مجموعة ثانية، والذين ما زالوا يعتقدون أن التشخيص موجود، ولكن بينما المعرفة إلى الآن لم تبرر اضطراب الهوية التفارقي كتشخيص منفصل، ولكن أيضاً لم تفند وجوده. مراجعات للسجلات الطبية والاختبارات النفسية وضحت أن أغلبية مرضى اضطراب الهوية التفارقي يمكن أن يتم تشخيصهم باضطراب الشخصية الحدّيّة بدلاً من ذلك، مع أن الثلث لم يمكنهم ذلك، وذلك يقترح أن اضطراب الهوية التفارقي هو موجود فعلياً ولكن يمكن أن يكون مشخصاً بعدد كبير زيادة. بين 50 و66% من المرضى أيضاً يتطابقون مع معايير اضطراب الشخصية الحدّيّة، وتقريباً 75% من المرضى باضطراب الشخصية الحدّيّة أيضا يتوافقون مع معايير اضطراب الهوية التفارقي، بتداخل معتبر بين الحالتين في شروط السمات الشخصية، والوظائف المعرفية واليومية، والتقييمات بواسطة الأطباء. كلا المجموعتين أيضاً أقرت بمعدلات أعلى من الاعتداءات الجسدية والجنسية من السكان عامة. وأيضاً مرضى اضطراب الشخصية الحدّيّة حققوا معدلاً عالياً على مقاييس الفصام. حتى باستخدام معايير صارمة شديدة، يمكن أن يكون صعباً التمييز بين اضطرابات التفارق واضطراب الشخصية الحدّيّة (وكذلك اضطراب ثنائي القطب والفصام)، مع ذلك فإن وجود اضطرابات القلق المرضية المصاحبة يمكن أن تساعد.

## الأسباب
سبب اضطراب الهوية التفارقي غير معروف ومناقش بشكل واسع، مع جدال يحدث بين الداعمين لفرضيات مختلفة: أن اضطراب الهوية التفارقي هو تفاعل لصدمة؛ وأن اضطراب الهوية التفارقي ينتج بواسطة تقنيات علاج نفسي غير مناسبة والتي تجعل المريض يشرع بدور مريض باضطراب الهوية التفارقي؛ وفرضيات أحدث تتضمن عمليات الذاكرة التي تسمح لاحتمالية أن الفصام المحدث بالصدمة يمكن أن يحدث بعد الطفولة في اضطراب الهوية التفارقي، كما يحدث في اضطراب الكَرب التالي للصدمة PTSD. لقد تم اقتراح أن كل الاضطرابات المحدثة بالصدمة والمرتبطة بالكَرب يمكن وضعها في فئة واحدة والتي ستتضمن اضطراب الهوية التفارقي واضطراب الكَرب التالي للصدمة PTSD كلاهما. النوم المضطرب أو المتغير تم أيضاً اقتراح أن لديه دوراً في اضطرابات التفارق بشكل عام واضطراب الهوية التفارقي بشكل خاص، التغيرات في البيئات أيضاً تؤثر بشكل كبير على مريض اضطراب الهوية التفارقي.
تظهر الحاجة لبحث لتحديد انتشار الاضطراب في أولئك الذين لم يكونوا أبداً في العلاج، ومعدلات الانتشار عبر الثقافات. هذه القضايا المركزية المرتبطة بعلم الوبائيات لاضطراب الهوية التفارقي تبقى بشكل كبير غير معنونة بالرغم من العقود الطولية من البحث. النقاشات حول أسباب اضطراب الهوية التفارقي أيضاً امتد لخلافات حول كيفية تقييم ومعالجة الاضطراب.

### الصدمة النمائية
الناس المشخصون باضطراب الهوية التفارقي عادةً يقرون بأنهم تعرضوا لعنف جسدي وجنسي، خاصةً خلال الطفولة المبكرة أو المتوسطة (بالرغم من أن دقة هذه التقارير كانت محل جدل)، وآخرون أقروا بفقد مبكر، أو مرض طبي خطير أو حدث مؤذٍ آخر. وأبلغوا أيضاً بصدمة نفسية تاريخية أكثر من أولئك الذين شُخِصوا بأي مرض عقلي آخر. أذى حاد جنسي، أو جسدي، أو نفسي في الطفولة مقترح كتفسير لتطور المرض؛ الوعي، والذكريات والعواطف لأحداث وأفعال مؤذية المسببة بواسطة الصدمة يتم حذفها من الوعي، وشخصيات بديلة أو شخصيات فرعية تتشكل بذكريات، وعواطف وسلوك مختلف. اضطراب الهوية التفارقي ينعت بالدرجة القصوى من الكرب أو اضطرابات الارتباط. والذي يمكن أن يفسر كاضطراب الكرب التالي للصدمة في الراشدين ويمكن أن يصبح اضطراب الهوية التفارقي عندما يحدث في الأطفال، ربما بسبب استخدامهم الكبير للتخيل كأسلوب للتعامل مع المشاكل. ربما بسبب تغيرات تطويرية والإحساس بالتماسك أكثر لماضيهم قبل سن السادسة، اختبار الصدمة بقوتها القصوى يمكن أن ينتج باضطرابات شخصية وأعراض فصام مختلفة، ومع ذلك معقدة أيضاً. علاقة خاصة بين انتهاك الطفولة، والارتباطات المضطربة، ونقص الدعم الاجتماعي يعتقد بأنهم مكونات ضرورية لاضطراب الهوية التفارقي. آخرون اقترحوا تفسيرات تتضمن تنشئة طفولة ناقصة مع القدرة الفطرية للأطفال بشكل عام لتفكيك الذكريات والتجارب من الوعي.
فصل الصدمة المبكرة من سببيات التفارق تم بشكل واضح رفضه بواسطة أولئك الداعمين لنموذج الصدمة المبكرة. على أي حال، مراجعة عام 2012 لمقال يدعم الفرضيات التي تقول أن الصدمة الحالية أو الحديثة يمكن أن تؤثر في تقييم الأفراد أكثر من الماضي البعيد، ليغير تجربة الماضي وينتج في حالات تفارق. Giesbrecht et al اقترح أنه ليس هناك دليل تجريبي حقيقي يربط الصدمة المبكرة مع الفصام، وبديلاً عنه اقترح أن المشاكل هي عمل عصبي نفسي، مثل زيادة التشتت في ردود الفعل لعواطف وسياقات معينة، تفسر كخصائص تفارقية. ذو منصب متوسط افترض أن الصدمة، في بعض الحالات، تغير الآليات العصبية المرتبطة بالذاكرة. الدليل يزداد بأن اضطرابات التفارق هي مرتبطة بتاريخ الصدمة و «آليات عصبية خاصة». وأيضاً تم اقتراح أنه يمكن أن يكون هناك رابط حقيقي ولكن معتدل أكثر بين الصدمة واضطراب الهوية التفارقي، مع صدمة مبكرة تسبب زيادة النزعة الخيالية، والتي من الممكن بدورها تجعل الأفراد أكثر حساسية للمؤثرات المعرفية الاجتماعية المحيطة بتطور اضطراب الهوية التفارقي.
الاقتراح بأن اضطراب الهوية التفارقي قد نتج من صدمة طفولة زاد طلب التشخيص بين مزودي الرعاية الصحية، والمرضى والعامة لأنه يصدق الفكرة بأن انتهاك الطفل له تأثيرات خطيرة، ودائمة. هناك القليل جداً من الدلائل التجريبية التي تدعم فرضية ارتباط الفصام بالصدمة، وليس هناك بحث يعرض أن الفصام يرتبط بثبات في تشويش بالذاكرة بعيدة الأمد.

### اضطراب الهوية التفارقي الناتج عن تعاطي العلاج (المعالج)
نموذج الفصام واضطرابات التفارق التالي للكرب المنتشر متنازع عليه. لقد افترض أن أعراض اضطراب الهوية التفارقي يمكن أن ينشأ بواسطة المعالج الذي يستخدم تقنيات لعلاج الذاكرة (مثل استخدام التنويم المغناطيسي للوصول إلى الهويات المتغيرة، محفزاً التقهقر العمري أو استرجاع الذكريات) على أفراد مقترحين. يشار إليه بالنموذج المعرفي الاجتماعي، يقترح أن اضطراب الهوية التفارقي هو بسبب السلوك الواعي أو اللاواعي للشخص في طرق محددة معزز بواسطة القوالب الجاهزة ثقافياً، وبشكل غير مقصود يزود المعالج إشارات من خلال تقنيات علاجية غير مناسبة. هذا السلوك يعزز بواسطة الوسائط التصويرية لاضطراب الهوية التفارقي.
مناصرو النموذج المعرفي الاجتماعي لاحظوا أن أعراض التفارق الغريبة تتواجد بشكل نادر قبل العلاج المشدد بواسطة المتخصصين في علاج اضطراب الهوية التفارقي الذين، من خلال الانتزاع، والتحدث معه وتعريف التغيرات، أو الشكل، أو ربما خلق التشخيص. بينما المناصرون لاحظوا أن اضطراب الهوية التفارقي يكون مصحوباً بمعاناة حقيقية وأعراض الأحزان، ويمكن تشخيصها بشكل موثوق باستخدام معايير الدليل التشخيصي والإحصائي، هم شكاكون بسببية الصدمات المقترح بواسطة المؤيدين. خصائص الناس المشخصة باضطراب الهوية التفارقي (التنويم المغناطيسي، وقابلية الإيحاء، والخيالات المتكررة والاستيعاب العقلي) مساهم لهذه المخاوف وأولئك المتعلقة بصلاحية الذكريات المستردة للصدمة. المشككون لاحظوا أن مجموعة ثانوية من الأطباء هم مسؤولون عن تشخيص أغلبية الأفراد باضطراب الهوية التفارقي. اختصاصي علم النفس نيكولاس سبانوس وآخرون اقترحوا أن بالإضافة للحالات المسببة بالعلاج، اضطراب الهوية التفارقي يمكن أن يكون نتيجة (لعب دور) على خلاف هويات بديلة، بالرغم من أن آخرين اختلفوا مع ذلك، الإشارة إلى نقص الحافز لصنع أو الحفاظ على هويات منفصلة والإشارة إلى التاريخ المزعوم من سوء المعاملة. براهين أخرى بأن العلاج يمكن أن يسبب اضطراب الهوية التفارقي، تتضمن نقص الأطفال المشخصين باضطراب الهوية التفارقي، الارتفاع المفاجئ في معدل التشخيصات بعد عام 1980 (بالرغم من أن اضطراب الهوية التفارقي لم يتم تشخيصه حتى الدليل التشخيصي والإحصائي الرابع DSM-IV، المنشور في عام 1994)، غياب الدليل لزيادة معدلات الاعتداءات على الأطفال، ظهور الاضطراب على الأغلب بشكل خاص في الأفراد تحت العلاج النفسي، تحديداً المتضمن التنويم المغناطيسي، وجود هويات بديلة غريبة (مثل أولئك الذين يدعوا كونهم حيوانات أو مخلوقات أسطورية) وزيادة في عدد الهويات البديلة مع الوقت (إضافة إلى زيادة أولية في أعدادهم كبداية العلاج النفسي في العلاج الموجه لاضطراب الهوية التفارقي.) هذه الأسباب العلاجية والثقافية المتنوعة حدثت في سياق علم الأمراض العقلية الموجود مسبقاً، بشكل خاص اضطراب الشخصية الحدّيّة، الذي هو مرض مصاحب شائع مع اضطراب الهوية التفارقي. بالإضافة لذلك، تجليات المرض يمكن أن تتنوع عبر الثقافات، مثل المرضى الهنود الذين يبدلوا الشخصيات بعد فترة من النوم الذي هو شائع بكيفية تقديم اضطراب الهوية التفارقي بواسطة أجهزة الإعلام في تلك الدولة.
الحالات المحدثة بالعلاج من اضطراب الهوية التفارقي، يتم التجادل حولها، بأنها مرتبطة بشكل قوي بمتلازمة الذاكرة الخاطئة، مفهوم ومصطلح مستحدث بواسطة أعضاء منظمة متلازمة الذاكرة الخاطئة في تفاعل لذكريات الإساءة المزعومة والتي تم الكشف عنها بمدى من العلاجات المثيرة للجدل ذات الفعالية غير المثبتة. مثل هذه الذاكرة يمكن استخدامها لعمل ادعاء خاطئ بالعنف الجنسي بالأطفال. هناك توافق قليل بين أولئك الذين يرون العلاج كسبب والصدمة كسبب. المؤيدون للعلاج كمسبب لاضطراب الهوية التفارقي يقترحون بأن عدداً قليلاً من تشخيصات الأطباء عدد غير متكافئ من الحالات يزود دليلاً لموقفهم بالرغم من أنه تم التصريح بأن التشخيصات بمعدلات أعلى في بلد معين مثل الولايات المتحدة، يمكن أن يكون بسبب الوعي الكبير لاضطراب الهوية التفارقي. المعدلات الأقل في بلدان أخرى يمكن أن يكون بشكل غير طبيعي بسبب قلة تمييز التشخيص. على أي حال، متلازمة الذاكرة الخاطئة بذاته لا يعتبر تشخيصاً مظبوطاً بواسطة أخصائي الصحة العقلية. وتم وصفه «بمصطلح غير نفسي تم إنشاؤه بواسطة منظمة خاصة هدفها المعلن هو لدعم الآباء المتهمين»، والنقاد يجادلون بأن المفهوم ليس له دعم تجريبي، وعلاوة على ذلك يصفون منظمة متلازمة الذاكرة الخاطئة كمجموعة دفاع التي شوهت وأخطأت تقديم البحث للذاكرة.

### الأطفال
اضطراب الهوية التفارقي هو نادراً ما يتم تشخيصه عند الأطفال، بالرغم من أن معدل العمر لظهور أول تغير يكون ثلاث سنوات. هذه الحقيقة يستشهد بها كسبب للشك بمصداقية اضطراب الهوية التفارقي. والمقترحون لطريقتي نشوء المرض يعتقدون أن اكتشاف اضطراب الشخصية التفارقية في طفل لم يخضع أبداً لعلاج سوف يهدم انتقادياً النموذج المعرفي الاجتماعي SCM. بالمقابل، إذا الأطفال وجدوا ليطوروا فقط اضطراب شخصية تفارقياً بعد الخضوع لعلاج سوف يتحدى نموذج النشوء بالصدمة. في عام 2011 تقريباً 250 حالة اضطراب الهوية التفارقي في الأطفال تم التعرف عليها، بالرغم من أن البيانات لا تعرض دليلاً صريحاً لكلا النظريتين. بينما الأطفال تم تشخيصهم باضطراب الهوية التفارقي قبل العلاج، العديد منهم تم تقديمه للأطباء بواسطة الآباء الذين أنفسهم شخصوا باضطراب الهوية التفارقي؛ آخرون كانوا متأثرين بواسطة ظهور اضطراب الهوية التفارقي في الثقافة الشائعة أو بسبب تشخيصهم بالهواس بسبب سماع أصوات عرض تم إيجاده باضطراب الشخصية التفارقية. لا توجد دراسات بحثت عن أن أطفال باضطراب الشخصية التفارقية لم يكونوا سابقاً تحت العلاج إذ بواسطة فحص أبناء أولئك الذين هم سابقاً تحت العلاج لاضطراب الشخصية التفارقية. تحليل لتشخيص الأطفال الذي تم الإعلان عنه في منشورات علمية، تم إيجاد بأن 44 دراسة حالة لمريض وحيد ليتم بانتظام توزيعها (هذا يعني بأن كل دراسة حالة تم الإعلان عنها بواسطة مؤلف مختلف) لكن في مقالات تشير إلى مجموعة من المرضى، أربعة أبحاث كانت مسؤولة عن أغلبية التقارير.
الوصف النظري الأولي لاضطراب الشخصية التفارقية كان أن الأعراض التفارقية كانت وسائل للتعامل مع الكرب الحاد (تحديداً الاعتداء الجسدي والجنسي بالطفولة)، ولكن هذا الاعتقاد تحت التحدي بواسطة بيانات دراسات الأبحاث المتعددة. المقترحون لفرضية النشوء بالصدمة صرحوا بأن الترابط العالي للاعتداء الجسدي والجنسي بالطفولة المعلن بواسطة الراشدين مع اضطراب الشخصية التفارقية يؤيد الرابطة بين الصدمة واضطراب الشخصية التفارقية. على أية حال، ترابط العلاج السيئ واضطراب الشخصية التفارقية تم الشك فيه لعدة أسباب. الدراسات التي تعلن الترابط عادةً تعتمد على التقرير الذاتي بالأحرى من التأييد المستقل، وهذه النتائج يمكن أن تسوء بواسطة الأخطاء الاختيارية أو التحويلية. أغلبية دراسات الصدمة والفصام متقاطعة cross-sectional بدلاً من الطولية longitudinal، والذي يعني أن الباحثين لا يمكنهم عزو السبب، والدراسات التي تتجنب الخطأ الاستدعائي فشلت لتأييد مثل هكذا ترابط سببي. بالإضافة لذلك، الدراسات نادراً ما تتحكم بالعديد من اضطرابات مرضية مصاحبة لاضطراب الشخصية التفارقية، أو عدم تناسق العائلة (والذي هو بنفسه مرتبط بشكل كبير مع اضطراب الشخصية التفارقية). الترابط الشائع لاضطراب الشخصية التفارقية مع انتهاك الطفولة هو نسبياً حديث، حدث ذلك فقط بعد نشر سيبيل Sybil في عام 1973. أكثر مثال سابق «للمتعدد» مثل كريس كوستنر سيزيمور Chris Costner Sizemore، الذي حياته كانت مصورة في الكتاب والفلم The Three Faces of Eve، الذي كشف عن عدم وجود تاريخ لانتهاك الطفل.

## التشخيص
يُمكن تشخيص اضطراب الهوية التفارقي في مراجعة النسخة الرابعة للدليل التشخيصي والإحصائي للاضطرابات النفسية(DSM-IV-TR) الصادر عن الجمعية الأمريكية للأطباء النفسيين من خلال معايير التشخيص الموجودة في الجزء الخاص باضطربات التفارق (300.14). ويوجد صعوبة في تشخيص اضطراب الهوية التفارقي في المقام الأول نظرا لعدم وجود تعريف عام ومقبول له. وتتطلب المعايير أن تتحكم اثنتان أو أكثر من الهويات المنفصلة أو الحالات الشخصية بشكل متكرر في الشخص البالغ، مصحوبة بفقدان تذكر معلومات مهمة دون أن يكون المسبب هو الكحول، أو المخدرات أو الأدوية أو الحالات الطبية الأخرى مثل نوبات الصرع الجزئي.
تحدد أيضا المعايير التشخيصية للاضطراب في الأطفال أن لا يحدث خلط بين الأعراض واللعب التخيلي. ويُجري التشخيص عادةً محترف في مجال الصحة العقلية مدرب سريرياً، مثل الطبيب النفسي والاختصاصي النفسي، وذلك من خلال التقييم السريري وإجراء المقابلات مع عائلة وأصدقاء المريض، والأخذ بالاعتبار الأدوات المعاونة الأخرى. كما يمكن استخدام بعض التقييمات الشخصية والمقابلات المصممة خصيصاً للتفارق في التقييم.
نظرا لأن معظم الأعراض تعتمد على التقرير، ونظرا لأنها أشياء غير ملموسة وغير قابلة للملاحظة، فهناك درجة من الذاتية أثناء التشخيص. عادةً ما ينفر المصابين من البحث عن علاج، خصوصاً أن أعراضهم يمكن أن لا تؤخذ بجدية؛ بالتالي أصبح يُشار إلى اضطرابات التفارق بأنها «امراض الختفي».
التشخيص تم نقده بواسطة الداعمين للعلاج كسبب أو الفرضية المعرفية الاجتماعية على أنهم يعتقدون بأنه مرتبط بالثقافة culture-bound وعادةً العناية الصحية تحفز الحالة. الإشارات الاجتماعية الداخلة في التشخيص يمكن أن تكون ذات دور فعال بتشكيل سلوك وصفات المريض، مثل تلك الأعراض في سياق واحد يمكن أن يتم ربطها باضطراب الشخصية التفارقية، بينما في مكان أو وقت آخر التشخيص يمكن أن يكون شيئاً غير اضطراب الشخصية التفارقية. باحثون آخرون لا يوافقون، ويجادلون بأن وجود الحالة وشمولها في الدليل التشخيصي مدعوم بخطوط متعددة من الدلائل الموثوقة، مع معايير تشخيصية تسمح له ليكون مميزاً من حالات يتم الخطأ معها مثل (الفصام، واضطراب الشخصية الحدّيّة، واضطراب النوبة). لذلك نسبة كبيرة من الحالات يتم تشخيصها بواسطة مزودي عناية صحية محددين، وتلك الأعراض التي تم إنشاؤها في مواضيع بحث غير سريرية والتي أعطت تأشيراً مناسباً تم اقتراحها كدليل أن عدداً قليلاً من الأطباء المتخصصين في اضطراب الشخصية التفارقية هم مسؤولون عن نشوء التغيرات alters من خلال العلاج.

### الفحص
ربما بسبب ندرة فهمه، اضطرابات التفارق (منها اضطراب الشخصية التفارقية) لم تكن في البداية مضمنة في المقابلة السريرية المنظمة في الدليل التشخيصي الرابع Structured Clinical Interview for DSM-IV (SCID)، التي صممت لجعل التشخيصات النفسية أكثر صرامة ومصداقية. بدلاً عنه، قريباً بعد نشر المقابلة السريرية المنظمة SCID نظاماً حراً لاضطرابات التفارق[48] (SCID-D) تم نشره. هذه المقابلة تأخذ حوالي 30 إلى 90 دقيقة اعتماداً على تجارب الخاضع لها. أداة تشخيصية بديلة، جدول مقابلة اضطرابات التفارق، أيضاً موجودة ولكن SCID-D بشكل عام تعتبر أفضل. جدول مقابلة اضطرابات التفارق (DDIS) هو مقابلة منظمة بشكل كبير والتي تتميز بين تشخيصات DSM-IV المختلفة. جدول مقابلة اضطرابات التفارق DDIS يمكن عادةً أن يتم في 30-ـ45 دقيقة.
استبيانات أخرى تتضمن مقياس التجارب التفارقية Dissociative Experiences Scale)DES)، ومقياس التغيرات الإدراكية، واستبيان على تجارب التفارق، واستبيان التفارق و Mini-SCIDD. كلهم مرتبطون فيما بينهم إلا Mini-SCIDD، وكلهم يضمن الاستيعاب، وهو جزء عادي من الشخصية يتضمن تضيق أو اتساع في الانتباه. مقياس التجارب التفارقية DES يعطي طريقة سريعة لفحص الأشخاص لذلك فإن المقابلة المنظمة التي تستهلك وقتاً أكثر يمكن أن تستخدم في مجموعات حققوا نتائج عالية على DES. اعتماداً على مكان وضع القطع، الناس الذين سوف يتم تشخيصهم بعد ذلك يمكن أن يتم تجنبهم بالخطأ. قطع باكر موصى به كان 15-20. مصداقية مقياس التجارب التفارقية DES في عينات غير سريرية تم الشك فيه.

### التشخيص التفريقي
الناس باضطراب الشخصية التفارقية يتم تشخيصهم مع خمسة إلى سبعة اضطرابات مرضية مصاحبة بالمعدل أعلى بكثير من الأمراض العقلية الأخرى. بسبب الأعراض المتداخلة، التشخيص التفريقي يتضمن الفصام schizophrenia، واضطراب ثنائي القطب العادي وسريع الدورة bipolar disorder، وداء الصرع epilepsy وإضطراب الشخصية الحدّيّة borderline personality disorder ومتلازمة أسبرجر Asperger syndrome. الأوهام أو الهلوسات السمعية يمكن أن تكون مغلوطة للخطاب الرسمي بواسطة شخصيات أخرى. الاستدامة والثباتية للهويات والسلوك، أوفقدان الذاكرة، أو قياسات التفارق أو التنويم المغناطيسي والتقارير من أفراد العائلة أو مساعدين آخرين توضح تاريخ مثل هذه التغيرات يمكن أن يساعد في تمييز اضطراب الشخصية التفارقية من حالات أخرى. تشخيص اضطراب الشخصية التفارقية يأخذ الأسبقية على أي من اضطرابات التفارق الأخرى. تمييز اضطراب الشخصية التفارقية من التمارض يشكل اهتماماً عندما يكون هناك كسب مادي أو قضائي، والاضطراب المفتعل يمكن أن يؤخذ بعين الاعتبار إذا كان هناك تاريخ للمريض في بحث المساعدة والاهتمام. الأفراد الذين يصرحوا بأن أعراضهم بسبب أرواح خارجية أو كيانات دخلت لأجسادهم هم بشكل عام يشخصون باضطراب التفارق غير المحدد بشكل آخر dissociative disorder not otherwise specified بدلاً من اضطراب الشخصية التفارقية بسبب نقص حالات الهويات أو الشخصيات. معظم الأشخاص الذين يدخلون قسم الطوارئ ولا يكونون على وعي بأسمائهم هم بشكل عام في حالة نفسية. أيضاً الهلوسات السمعية شائعة في اضطراب الشخصية التفارقية، هلوسات بصرية معقدة يمكن أن تحدث أيضاً. أولئك باضطراب الشخصية التفارقية بشكل عام لديهم اختبار الواقع مناسب؛ يمكن أن يكون لديهم أعراض شنايدر الإيجابية للفصام Schneiderian symptoms of schizophrenia ولكن ينقصهم الأعراض السلبية. يمكنهم إدراك أي صوت يسمع كأنه قادم من داخل رؤوسهم (المرضى بالفصام فصام يختبرون الأصوات من الخارج). بالإضافة لذلك، الأفراد بالذهان هم أقل عرضة بكثير للتنويم المغناطيسي من أولئك باضطراب الشخصية التفارقية. الصعوبات في التشخيص التفريقي تزداد في الأطفال.
اضطراب الشخصية التفارقية يجب أن يتم تمييزه، أو تحديده إذا كان مصحوباً بأمراض، من العديد من الاضطرابات التي تتضمن اضطرابات المزاج، الذهان، اضطرابات القلق، اضطراب الكرب التالي للصدمة، اضطرابات الشخصية، اضطرابات الإدراك، اضطرابات العصبية، الصرع، الاضطراب جسدي الشكل، الاضطراب المفتعل، التمارض، اضطرابات تفارقية أخرى وحالات الغشية. منظر إضافي للخلاف حول التشخيص أنه هناك أشكال عديدة للفصام وزوال الذاكرة، والتي من الممكن أن تكون شائعة في كل حالات التوتر واللاتوتر ويمكن نسبها إلى تشخيصات أقل جدلاً. الأفراد الذين يزيفون أو يقلدون اضطراب الشخصية التفارقية بسبب الاضطراب المفتعل سوف نموذجياً يضخم الأعراض (تحديداً عندما يلاحَظ)، الكذب، وإلقاء لوم السلوك السيئ على الأعراض وعادةً يظهر ضيق بسيط بخصوص تشخيصهم الظاهر. بالمقابل، مريض اضطراب الشخصية التفارقية الحقيقي يتميز بعرض الارتباك، والضيق والعار بخصوص أعراضهم وتاريخهم. الحالة يمكن أن تكون قليلة التشخيص بسبب الشك ونقص الوعي من أخصائيي الصحة العقلية، جعلها صعبة بسبب نقص المعايير المحددة والدقيقة لتشخيص اضطراب الشخصية التفارقية بالإضافة لنقص معدلات الانتشار بسبب الفشل في اختبار سكان بشكل منظم يتم اختيارهم وتمثيلهم. تم افتراض علاقة محددة بين اضطراب الشخصية التفارقية واضطراب الشخصية الحدّيّة مرات عديدة، مع أطباء مختلفين لاحظوا تداخلاً هاماً بين الأعراض وسلوكيات المريض وتم اقتراح أن بعض حالات اضطراب الشخصية التفارقية يمكن أن تنشأ «من ركيزة لميزات الحدّيّة.» مراجعات لمرضى اضطراب الشخصية التفارقية وسجلاتهم الطبية خلصت أن أغلبية أولئك المشخصين باضطراب الشخصية التفارقية يمكن أيضاً أن يوافقوا معايير إما اضطراب الشخصية الحدّيّة أو أكثر عمومياً الشخصية الحدّيّة.

### قضايا تؤثر في التشخيص
الدليل التشخيصي والإحصائي الخامس DSM 5 يفصل على خلفية ثقافية كتأثير لبعض تقديمات سريرية لاضطراب الشخصية التفارقية.
خصائص عديدة لإضطراب الشخصية التفارقية يمكن أن تتأثر بواسطة الخلفية الثقافية للأفراد. الأفراد بهذا الاضطراب يمكن أن يكون مع أعراض عصبية طبية بارزة غير موضحة، مثل النوبات غير الصرعية، أوالشلل، أو فقد الحس، في أماكن ثقافية كانت مثل هذه الأعراض شائعة. بشكل مشابه، في أماكن حيث الملكية القياسية شائعة (مثل الأماكن البعيدة في الدول النامية، بين مجموعات دينية محددة في الولايات المتحدة وأوروبا)، الهويات المقسمة يمكن أن تأخذ شكل الأرواح المالكة، أو الآلهة، أو الشياطين، أو الحيوانات، أو رموز أسطورية. التبادل الثقافي أو التواصل المديد بين الثقافات يمكن أن يشكل خصائص الهويات الأخرى (مثل الهويات في الهند يمكن أن تتكلم الإنجليزية حصرياً وتلبس ألبسة غربية). الشكل الامتلاكي لاضطراب الشخصية التفارقية يمكن أن يتم تمييزه من حالات التملك المقبولة ثقافياً بأن الشكل الامتلاكي لاضطراب الشخصية التفارقية هو لا إرادي، ومؤلم، وخارج عن السيطرة، وعادةً متكرر أو دائم؛ يتضمن صراعاً بين الفرد والوسط العائلي، أو الاجتماعي، العمل المحيط؛ ويظهر في أوقات وأماكن تكسر المعيار الطبيعي للثقافة أو الدين.

### تاريخ تشخيص DSM
الدليل التشخيصي الثاني DSM-II استخدم المصطلح العُصاب الهستيري، النوع التفارقي. وصفت احتمال حدوث التغيرات في حالة المريض الواعية أو الهوية، وتضمن أعراض «فقدان الذاكرة، السير النومي، الشرود، وتعدد الشخصيات.» الدليل التشخيصي الثالث DSM-III جمع التشخيص مع اضطرابات التفارق الأربعة الرئيسية باستخدام مصطلح «اضطراب تعدد الشخصيات». الدليل التشخيصي الرابعDSM-IV عمل تغيرات أكثر لإضطراب الشخصية التفارقية من أي اضطراب تفارقي آخر،  وأعاد تسميته باضطراب الشخصية التفارقية. الاسم تم تغييره لسببين. الأول، التغيير يؤكد بأن المشكلة الرئيسية ليست تعددية الشخصيات، ولكن بخلاف ذلك نقص الهوية الواحدة، والموحدة وتأكيد على «الهويات كمراكز لمعالجة المعلومات». الثاني، المصطلح «شخصية personality» يستخدم للإشارة إلى «أنماط مميزة من الاعتقادات، والمشاعر، والمزاجيات والسلوكيات للفرد كاملاً»، بينما لمريض باضطراب الشخصية التفارقية، التحولات بين الهويات وأنماط السلوك هو الشخصية. وبسبب ذلك السبب الدليل التشخيصي والإحصائي الرابع المعدل أشار إلى «الهويات المتميزة أو الحالات الشخصية» بدلاً من الشخصيات. المعايير التشخيصية أيضاً تغيرت لتدل أنه بينما المريض يمكن أن يسمي ويجعل شخصياً التغيرات alters، هم ينقصهم وجود موضوعي مستقل. التغييرات أيضاً تضمنت زيادة فقدان الذاكرة كعرض، والذي لم يكن مضمن في الدليل التشخيصي الثالث بسبب بالرغم من كونه عرض جوهري لهذه الحالة، المرضى يمكن أن يختبروا «فقدان ذاكرة لفقدان الذاكرة» ويفشلوا في الإخبار عنه. فقدان الذاكرة تم إستبداله عندما أصبح واضحاً أن خطر التشخيص السلبي الخاطئ false negative كان قليل بسبب ان فقدان الذاكرة كان جوهري لإضطراب الشخصية التفارقية.
ICD-10 وضع التشخيص في فئة «اضطرابات التفارق»، في الفئة الفرعية «اضطرابات تفارقية (تحولية) أخرى»، ولكن أكمل ليسجل الحالة كاضطراب تعدد الشخصية.
معايير الدليل التشخيصي الرابع المعدل لإضطراب الشخصية التفارقية تم نقدها بسبب فشلها في التقاط التعقيد السريري لإضطراب الشخصية التفارقية، مما ينقص الفائدة في تشخيص الأفراد باضطراب الشخصية التفارقية (كمثال، بالتركيز على أقل إثنين تكراراً وأكثر أعراض غير ملحوظه لإضطراب الشخصية التفارقية) منتجاً معدل عالي من السلبيات الخطأ false negatives وعدد كبير من تشخيصات الاضطراب تفارقي غير محدد في مكان آخر DDNOS. لإستبعاد الإمتلاكpossession (ينظر له كشكل عبر الثقافات من اضطراب الشخصية التفارقية)، ولتضمين فقط إثنين من الأعراض الجوهرية لإضطراب الشخصية التفارقية (فقدان الذاكرة والتبديل الذاتي) بينما فشل في مناقشة أعراض الهلوسات، وحالات تشبه الغشية، وجسدي الشكل somatoform، وتبدد الشخصية depersonalization والغربة عن الواقعderealization. تم عمل مناقشات للسماح بالتشخيص من خلال وجود بعض، وليس كل خصائص اضطراب الشخصية التفارقية بدلاً من التركيز الحالي إثنين الحصري على الخاصيتين الإثنتين الأقل شيوعاً وملاحظة. معايير الدليل التشخيصي الرابع المعدل أيضاً تم انتقادها لكونها محشوة بالكلامtautological، باستخدام لغة غير معرفة وغير دقيقة ومن أجل استخدام الأدوات التي تعطي إحساس خاطئ بالمصداقية واليقين التجريبي للتشخيص.
الدليل التشخيصي الخامس DSM-5 جدد تعريف اضطراب الشخصية التفارقية في عام 2013، ملخصاً التغيرات مثل:
تغييرات عديدة في معايير اضطراب الشخصية التفارقية تم عملها في DSM-5. أولاً، المعيار A تم توسيعه ليتضمن ظاهرة شكل الامتلاك تحديداً وأعراض عصبية وظيفية لتفسر تقديمات مختلفة أكثر للإضطراب. ثانياً، المعيار A حالياً بالتحديد يصرح بأن التحول بالهوية يمكن أن يكون ملاحظ بواسطة الآخرين أو الإقرار الذاتي. ثالثا، بحسب المعيار B، الأفراد باضطراب الشخصية التفارقية يمكن أن يكون لديهم فجوات متكررة في إستدعاء أحداث كل يوم، وليس فقط لتجارب مؤلمة. تعديلات نصية أخرى توضح طبيعة وطريق انفصال الهوية.

### الخلاف
اضطراب الشخصية التفارقية بين أكثر إضطربات التفارق جدلية، وبين أكثر الاضطرابات جدلية الموجودة في الدليل التشخيصي الرابع المعدل DSM-IV-TR. النزاع الأولي بين أولئك الذين يعتقدوا أن اضطراب الشخصية التفارقية حصل بسبب ضغوطات مؤلمة تجبر العقل لينفصل إلى هويات متعددة، كل منها بمجموعة منفصلة من الذكريات، والاعتقاد أن أعراض اضطراب الشخصية التفارقية تنتج بشكل غير طبيعيartificially بواسطة ممارسات علاج نفسي محددة psychotherapeutic أو جعل المرضى يلعبوا دور يعتقدوا بأنه مناسب لمريض يعاني من اضطراب الشخصية التفارقية. النقاش بين الموقفين يوصف باللاتوافق الحاد. الطبيب النفسي جويل بيست لاحظ أن فكرة أن الشخصية لها القدرة على الانقسام إلى تغيرات مستقلة هو توكيد غير مثبت مخالف مع البحث في علم النفس المعرفي.
الطبيبان النفسيان أوغست بيبر وهارولد ميرسكي تحدوا فرضية الصدمة، وجادلوا بأن الترابط لا يدل على التسبيب الحقيقة أن الناس باضطراب الشخصية التفارقية يخبروا عن صدمة بالطفولة لا يعني أن الصدمة تسبب اضطراب الشخصية التفارقية ونقطة لندرة التشخيص قبل عام 1980 بالإضافة للفشل في إيجاد اضطراب الشخصية التفارقية كنتيجة في الدراسات الطولية longitudinal studies في الأطفال المصدومين. هم وافقوا على أن اضطراب الشخصية التفارقية لا يمكن تشخيصه بشكل دقيق بسبب أن المعايير التشخيصية مبهمه وغير واضحة في الدليل التشخيصي والإحصائي وذات مفاهيم غير معرفة مثل «الحالة الشخصية» و«الهويات»، ويُشك بالدليل لانتهاك الطفولة غير التقرير الذاتي، النقص في تعريف ما يمكن أن يشار إليه كعتبة إساءة الاستخدام الكافي ليحدث اضطراب الشخصية التفارقية وعدد قليل جداً من الحالات لأطفال شُخصوا باضطراب الشخصية التفارقية بالرغم من أن معدل العمر لظهور التغيرالأول هو ثلاث سنوات. الطبيب النفسي كولن روس يختلف مع إستنتاج بيبر وميرسكي بأن اضطراب الشخصية التفارقية لا يمكن تشخيصه بدقة، بالإشارة إلى الإتساق الداخلي بين مختلف مقابلات إضطربات التفارق المنظمة (المتضمنة مقياس التجارب التفارقية Dissociative Experiences Scale، وجدول مقابلة اضطرابات التفارق والمقابلة السريرية المنظمة لإضطرابات التفارق) أنهم في مدي المصداقية الداخلية لأمراض عقلية مقبولة بشكل كبير مثل الفصام والاضطراب الاكتئابي. في هذا الرأي بيبر وميرسكي وضعوا المعايير لبروفيسور أعلى درجة منهم لتشخيصات أخرى. هو أيضاً أكد على أن بيبر وميرسكي إلتقطوا البيانات المناسبة ولم يضمّنوا كل الأدب العلمي المتاح ذات الصلة بالموضوع، مثل دليل تأييد الصدمة كسبب.

## الفيزيولوجيا المرضية
بالرغم من أن البحث على اضطراب الشخصية التفارقية يتضمن وظيفياً وبنائياً التصور بالرنين المغناطيسي magnetic resonance imaging، والتصوير المقطعي بالانبعاث البويزترونيpositron emission tomography، والتصوير المقطعي المحوسب لانبعاث الفوتون الواحد single-photon emission computed tomography، والجهد المرتبط بالحدث والتخطيط الكهربائي للدماغelectroencephalography، لا نتائج متقاربة للتصوير العصبي تم التعرف عليها بالنسبة لإضطراب الشخصية التفارقية، مما جعله صعب لفرض قواعد حيوية لإضطراب الشخصية التفارقية. بالإضافة لذلك، العديد من الدراسات الموجودة تم تأديتها من الشكل الصريح للوضع المعتمد على الصدمة، ولم تاخذ بعين الاعتبار احتمالية العلاج كسبب لإضطراب الشخصية التفارقية. لا يوجد بحث إلى الآن بخصوص التصوير العصبي وإدخال الذكريات الخاطئة في مريض اضطراب الشخصية التفارقية، برغم ذلك هنالك دليل للتغيرات في المقاييس البصرية ودعم لفقدان الذاكرة بين التغيرات. مرضى اضطراب الشخصية التفارقية أيضاً يظهروا لعرض النقائص في الاختبارات التحكم الواعي للاهتمام والحفظ (والذي أيضاً يظهر علامات التقسيم للذاكرة الضمنية implicit memory بين التغيرات ولكن لا يوجد مثل هذا التقسيم للذاكرة اللفظية verbal memory) وزيادة وديمومة اليقظة والردود المفاجئة للصوتstartle responses. مرضى اضطراب الشخصية التفارقية يمكن أيضاً أن يظهر بوضوح تشريح عصبي neuroanatomy متغير. الاختبارات التجريبية للذاكرة أشارت أن المرضى باضطراب الشخصية التفارقية يمكن أن يملكوا ذاكرة متطورة لمهمات محددة، والذي أستخدم لنقد فرضية أن اضطراب الشخصية التفارقية هو يعني نسيان وقمع الذاكرة. المرضى أيضاً أظهروا دليل تجريبي لكونهم أكثر ميلاً للخيال، والذي بدوره مرتبط بنزعة الإخبار الزائد للذكريات الخاطئة لأحداث مؤلمة.

## العلاج
هناك نقص عام في الإجماع على تشخيص وعلاج لإضطراب الشخصية التفارقية وبحث على فعالية العلاج ركز بشكل رئيسي على الطرق السريرية الموصوفة في دراسات الحالات. تعليمات العلاج بشكل عام تبقى أنها بمرحلة الاقتراح، الأسلوب الانتقائي مع توجيه شديد أكثر وموافقة على المراحل الأولية ولكن لا علاج منهجي، الأسلوب المدعوم تجريبياً موجود والمراحل الآخيرة للعلاج غير موصوفة بشكل جيد وليس عليها إجماع. حتى المعالجين ذوي الخبرة العالية لديهم القليل من المرضى الذين وصلوا لهوية موحدة. طرق العلاج الشائعة تتضمن خليط انتقائي من تقنيات العلاج النفسي، والتي تتضمن العلاج السلوكي المعرفي (CBT)،  والعلاجات الموجهه للبصيرة، والعلاج السلوكي الجدليdialectical behavioral therapy، والعلاج بالتنويم المغناطيسي وإعادة المعالجة وإزالة التحسس لحركة العينeye movement desensitization and reprocessing. الأدوية يمكن أن تستخدم للإضطرابات المرضية المصاحبة و/أو التي تستهدف زوال الأعراض. بعض المعالجين السلوكيين بدايةً يستخدموا العلاجات السلوكية مثل الاستجابة إلى هوية واحدة، وثم استخدام علاج أكثر تقليدي عندما يتم تأكيد وجود استجابات ثابتة. العلاج الجزئي بسبب الرعاية المعالجة يمكن أن يكون صعب، بسبب أن الأفراد المشخصين باضطراب الشخصية التفارقية يمكن أن يملكوا صعوبات غير اعتيادية في الثقة بالمعالج وتأخذ فترة طويلة لتشكيل توافق علاجيtherapeutic alliance مريح. التواصل المنتظم (أسبوعياً أو كل أسبوعين) هو أكثر شيوعاً، والعلاج عادةً يستمر لسنوات ليس لأسابيع أو شهور. النوم الصحي Sleep hygiene تم اقتراحه كخيار للعلاج، ولكن لم يتم اختباره. بشكل عام هناك القليل جداً من التجارب السريرية على علاج اضطراب الشخصية التفارقية، ليس هناك منهم ما كان تجارب عشوائية مسيطر عليهاrandomized controlled trials.
العلاج لإضطراب الشخصية التفارقية بشكل عام هو موجه للطور. التغيرا تلامختلفة يمكن أن تظهر اعتماداً على قدرتهم الأكبر للتعامل مع تهديدات وضغوطات معينة ذو علاقة بالحالة. بينما بعض المرضى يمكن بالبداية أن يكونوا مع عدد كبير من التغيرات، هذا العدد يمكن أن يقل خلال العلاج بالرغم أنه يعتبر مهم للمعالج ليصبح مطلع على أقل الحالات الشخصية البارزة أكثر حيث الشخصية «المضيفة» يمكن أن لاتكون الهوية «الصحيحة» للمريض. تغيرات محددة يمكن أن تتفاعل بسلبية للعلاع، خوفاً من أن هدف المعالج هو حذف التغير (تحديداً أولئك المرتبطين بنشاطات غير قانونية أو عنيفة). الهدف الأكثر واقعية ومناسب للعلاج هو ليدمج ردود تكيفية للانتهاك، أو الإصابات أو التهديدات الأخرى إلى تنظيم الشخصية الكامل. هنالك جدل حول القضايا مثل علاج التعرض (إعادة عيش الذكريات المؤلمة، أيضاً يعرف بالتنفيس abreaction)، الارتباط مع التغيرات والإتصال الجسدي خلال العلاج مناسب وهناك آراء سريرية داعمة ومعارضة لكل خيار مع دليل بسيط ذو جودة عالية لأي حالة.
Brandt et al، لاحظ النقص في الدراسات التجريبية لفعالية العلاج، أجرى إستبيانة ل36 طبيب أخصائي في علاج اضطراب التفارق الذين أوصوا بعلاج على ثلاثة مراحل. هم وافقوا أن بناء المهارة في المرحلة الأولى هام من أجل جعل المريض يتعلم التعامل مع الخطر العالي، والسلوك الخطير بشدة، بالإضافة للتنظيم العاطفي، والفعالية بين الأشخاص وسلوكيات عملية أخرى. بالإضافة لذلك، وهم يوصوا «بالعلاج المعرفي المعتمد على الصدمة» لتخفيض التحريف الإدراكي المرتبط بالصدمة؛ ويوصوا أيضاً أن المعالج يتعامل مع الهويات المنفصمة باكراً بالعلاج. في المراحل الوسطية، يوصوا بتقنيات تعرض مدرجة، مع تدخلات مناسبة حسب الحاجة. العلاج في المرحلة الآخيرة كان مخصص أكثر؛ القليل مع اضطراب التفارق أصبحوا متكاملين بهوية واحدة.
الجمعية العالمية لدراسة التفارق والصدمة International Society for the Study of Trauma and Dissociation نشرت تعليمات للعلاج الموجه للطور عند الراشدين بالإضافة للأطفال والبالغين والتي تستخدم بشكل واسع في حقل علاج اضطراب الشخصية التفارقية. الطور الأول من العلاج يركز على الأعراض وإزالة النواحي المؤلمة للحالة، للتاكد من سلامة الفرد، وتطوير قدرة المريض ليكون ويحافظ على علاقات صحية، وتطوير وظائف الحياة اليومية العامة. الاضطرابات المرضية المصاحبة مثل تعاطي مواد الإدمانsubstance abuse واضطرابات الأكل eating disorders تم عنونتهم في هذا الطور من العلاج. الطور الثاني يركز على التعرض التدريجي لذكريات رضحية والحماية من إعادة التفارق. الطور الآخير يركز على إعادة إتصال الهويات للتغيرات الجدلية إلى هوية واحدة شغالة مع كل ذكرياتها وتجاربها سليمة.
تم عمل دراسة بهدف تطوير «نموذج طبي مساعد معتمد على الخبرة لعلاج اضطراب الكرب التالي للصدمة (PTSD) المعقد واضطراب الشخصية التفارقية.» الباحثون بنوا إستبيانة ذات مرحلتين وتم عمل تحليل للعوامل على عناصر الإستبيانة ووجدوا 51 عامل شائع لإضطراب الكرب التالي للصدمة المعقدcomplex PTSD واضطراب الشخصية التفارقية. المؤلفون إستنتوجوا مما وجدوه : «النموذج داعم لنموذج العلاج الموجه للطور الحالي، مؤكدين تقوية العلاقات العلاجية ومصادر المريض في طور الإستقرار الأولي. مطلوب بحث إضافي لاختبار مصداقية النموذج الإحصائية والسريرية.» 

## نتائج المرض
يعرف القليل عن نتائج مرض اضطراب الشخصية التفارقية غير المعالج. نادراً، أو أبداً، ذهب من دون علاج ولكن الأعراض يمكن أن تذهب من وقت لآخر تزداد وتتناقص بطريقة عفوية. المرضى بالتفارق بشكل رئيسي والأعراض التالية للكرب تواجه نتائج أفضل من أولئك مع اضطرابات مرضية مصاحبة أو أولئك الذين ما زالوا في تواصل مع المسيئين لهم، والمجموعة الآخيرة عادةً تواجه علاج أطول وأكثر صعوبة. التفكير بالإنتحارSuicidal ideation، ومحاولات انتحار فاشلة failed suicide attempts والأذى الذاتي يحدث كذلك. مدة العلاج يمكن أن تختلف بحسب أهداف المريض، والتي من الممكن أن تمتد من التخلص من كل التغيرات لتخفيض النسيان بين التغيرات فقط، ولكن بشكل عام تأخذ سنوات.

## علم الأوبئة
هناك بيانات قليلة منظمة عن انتشار اضطراب الشخصية التفارقية. هو يحدث أكثر شيوعاً في الشباب وينخفض مع الزيادة بالعمر. المعدلات المعلنة في المجتمع تختلف من 1% إلى 3% مع معدلات أعلى بين المرضى النفسيين. وهي 5 إلى 9 مرات أكثر شيوعاً في الإناث من الذكور خلال فترة الشباب المبكرة، بالرغم من أنه يمكن أن تكون بسبب أخطاء الاختيار حيث أن الذكور الذين كان من الممكن تشخيصهم باضطراب الشخصية التفارقية قد إنتهى بهم الأمر في نظام العدالة الجنائية عوضاً عن المستشفيات. في الأطفال المعدلات بين الإناث والذكور هي تقريباً متساوية (4:5). تشخيصات اضطراب الشخصية التفارقية هي نادرة جداً في الأطفال؛ الكثير من البحث على اضطراب الشخصية التفارقية في مرحلة الطفولة حدث في الثمانينات والتسعينات من القرن العشرين ولم يعالج الجدالات المستمرة المحيطة بالتشخيص.
بالرغم من أن الحالة تم وصفها في شعوب لا تتحدث الإنجليزية وثقافات غير غربية، هذه التقارير كلها حدثت في مجلات مكتوبة بالإنجليزية أُلفت بواسطة باحثون عالميون الذين إستشهدوا بالأدب العلمي الغربي وبذلك لم تعزل عن التأثيرات الغربية.

### تغير الانتشار
معدل اضطراب الشخصية التفارقية المشخصة كانت بازدياد، ووصلت القمة تقريباً 40000 حالة بنهاية القرن العشرين، بزيادة من أقل من 200 حالة قبل عام 1970. بالبداية اضطراب الشخصية التفارقية مع بقية اضطرابات التفارق أعتبرت أندر الحالات النفسية، بعدد أقل من 100 في عام 1940، مع حالة واحدة فقط أضيفت العقدين التاليين. في أواخر السبعينات والثمانينات، عدد التشخيصات زاد بشكل حاد. تقدير من الثمانينات وضع ظهور الحالات ب0.01%. مصاحباً هذه الزيادة كان هناك زيادة في عدد التغيرات، زادت من فقط الأولية وتغير شخصية واحد في معظم الحالات، لمعدل 13 في وسط الثمانينات (الزيادة في عدد الحالات وعدد التغيرات في كل حالة هي كلا العوامل في الشكوك المهنية حول التشخيص). آخرون وضحوا الزيادة كونها بسبب استخدام تقنيات علاجية غير مناسبة في أفراد سهل التأثر، بالرغم من أن هذا نفسه مثير للجدل بينما المؤيدون لإضطراب الشخصية التفارقية صرحوا أن الزيادة في ظهور المرض بسبب زيادة التعرف والقدرة على ملاحظة الاضطراب. أرقام من جمهرة النفسيين (المعالجون في المستشفيات والمعالجون في الخارج) أظهرت اختلاف واسع من مختلف الدول.

### أمريكا الشمالية
الدليل التشخيصي والإحصائي لا يزود تقدير لظهور حالات لإضطراب الشخصية التفارقية واضطرابات التفارق تم إستثناءها من مشروع منطقة الخدمة الطبية الوبائية. Epidemiological Catchment Area Project. وكنتيجة لذلك، ليس هناك إحصائيات وطنية لانتشار وظهور اضطراب الشخصية التفارقية في الولايات المتحدة.
اضطراب الشخصية التفارقية مثير للجدل بالحالة والتشخيص، مع الكثير من الأدب على اضطراب الشخصية التفارقية يبقى يتم إنشاؤه ونشره في أمريكا الشمالية، إلى المدى أنه كان يوماً ما يشار إليه بظاهرة محصورة في القارة بالرغم من أن بحث ظهر يناقش ظهور اضطراب الشخصية التفارقية في دول وثقافات أخرى. مراجعة في عام 1996 عرضت ثلاث احتمالات سببت الزيادة المفاجئة في الناس المشخصين باضطراب الشخصية التفارقية:
1. نتائج اقتراحات المعالجين لناس سريعي التأثر، الكثير مثل عمل شاركوCharcot نوبة هستيرية منسجم مع توقعاته.
2. فشل الأطباء النفسيين السابق في تمييز التفارق تم إصلاحه بواسطة التدريب الجديد والمعرفة.
3. الظاهرة التفارقية هي حقيقية تزداد، ولكن هذه الزيادة فقط توضح شكل جديد من الكيان المتقلب القديم:«هيستيريا».

الطبيبة باريس تعتقد أن أول احتمال مسبب هو مرجح. Etzel Cardena and David Gleaves يعتقدوا أن التمثيل الزائد لإضطراب الشخصية التفارقية في أمريكا الشمالية هو نتيجة لزيادة الوعي والتمرين حول الحالة التي تم تفويتهاسابقاً.

## التاريخ

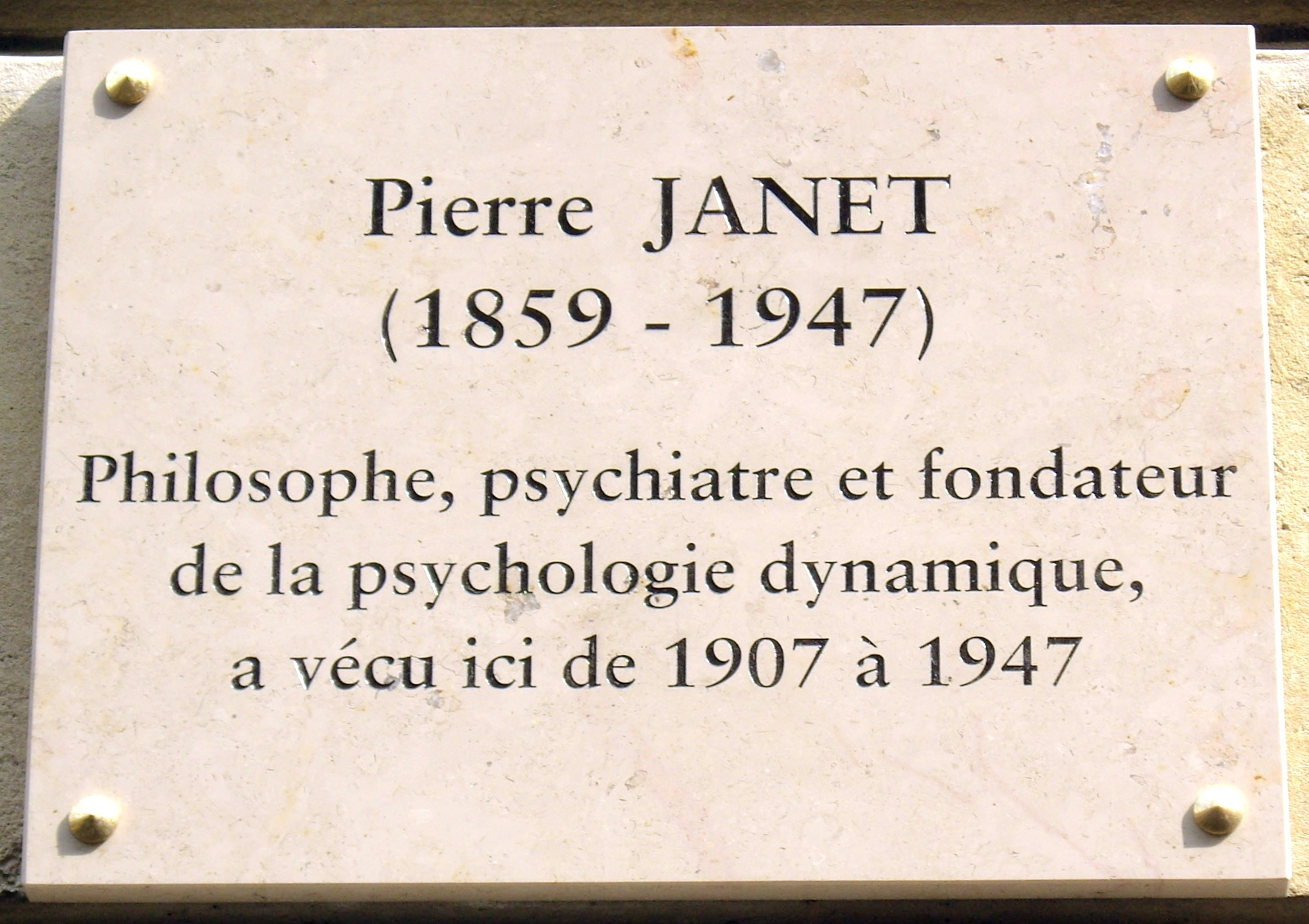
لوحة على البيت السابق لPierre Marie Félix Janet (1947 1859)، الفيلسوف والعالم النفسي الذي إدعى أولاً بترابط بين الأحداث في حياة الشخص الماضية والصحة العقلية الحالية، أيضاً إبتدع الكلمات "التفارق" و"اللاشعور"

يُعتقد أن براكلسوس هو من وصف أول حالة اضطراب شخصية تفارقي في 1646. . في القرن التاسع عشر «الازدواجية» أو الوعي الثنائي، السلف التاريخي لإضطراب الشخصية التفارقية، كان يوصف بشكل متكرر كحالة للسير أثناء النوم، بعض باحثون إفترضوا أن المرضى كانوا يتبادلوا بين الوعي الطبيعي و «حالة المشي النومي».
اهتمام شديد في الروحانية spiritualism، والتخاطر النفسيparapsychology، والتنويم المغناطيسيhypnosis ، استمر خلال القرن التاسع عشر وبدايات القرن العشرين،  لتتماشى بالتوازي مع أفكار جون لوكJohn Locke والتي كانت تداعي للأفكار تتطلب تعايش المشاعر مع الوعي بالمشاعر. التنويم المغناطيسي Hypnosis، والذي أبتكر في أواخر القرن الثامن عشر بواسطة Franz Mesmer وArmand-Marie Jacques de Chastenet، Marques de Puységur، متحدين تداعي الأفكار للوك. التنويم المغناطيسي أخبر بأن ما كانوا يفكروا به هو شخصيات ثانية تنبعث خلال التنويم المغناطيسي وتسألوا كيف لعقلين أن يتواجدوا معاً. 

في القرن التاسع عشر لوحظ عدد من حالات معلنه للشخصيات المتعددة والذي قدره ريبر ليكون قريب من 100. الصرع تم النظر له كعامل في بعض الحالات. ومناقشة هذا الرابط استمر إلى الفترة الحالية.
مع آخر القرن التاسع عشر، كان هناك قبول عام أن التجارب المؤلمة عاطفياً يمكن أن تسبب اضطرابات طويلة الأمد والتي يمكن أن تظهر أعراض مختلفة. هذه اضطرابات التحول وجدت تحدث حتى في أكثر الأفراد مرونة، ولكن مع تأثير عميق في شخص ما مع عدم إستقرار عاطفي مثل لويس فيفت Louis Vivet الذي عانى من تجارب مؤلمة بعمر ال13 عندما صادف أفعى. فيفت كان الموضوع لأوراق طبية غير معدودة وأصبح أكثر حالة مدروسة للتفارق في القرن 19.
بين عام 1880 و 1920، العديد من المؤتمرات الطبية العالمية الكبيرة كرست الكثير من الوقت لجلسات عن التفارق. لقد كان في هذا المناخ أن جين-مارتين تشاركوت Jean-Martin Charcot قدم أفكاره عن تأثير الصدمة العصبية كسبب لتنوع الحالات العصبية. واحد من طلاب تشاركوت، بيير جانيت Pierre Janet، أخذ هذه الأفكار وذهب في تطوير نظريته الخاصة للتفارق. واحد من أوائل الأفراد المشخصين بالشخصيات المتعددة تم دراسته علمياً كانت كلارا نورتن فولر، تحت الاسم المستعار كريستين بيوتشامبpseudonym Christine Beauchamp: طبيب الأعصاب الأمريكي مورتون برنس neurologist Morton Prince درس فولر بين عام 1898 و 1904، وصفاً دراسة حالتها في عام 1906 برسالته العلمية، تفارق الشخصية monograph، Dissociation of a Personality
في بدايات القرن 20، الاهتمام بالتفارق والشخصيات المتعددة تضاءل لعدة أسباب. بعد موت تشاركوت في عام 1983، العديد من الذين يسموا بالمرضى الهستيريين كانوا معرضين للاحتيال، ومشاركة جانيت مع تشاركوت لوثت نظرياته بالتفارق. سيجموند فرويد Sigmund Freudأنكر تأكيده السابق على التفارق وصدمة الطفولة. 

في عام 1908، Eugen Bleuler أدخل مصطلح شيزوفرينيا ليقدم مفهوم مرض منقح لفُصام إيمل كريبلين. بينما كيان طبيعة مرض كريبلين كان ثبت في استعارة التدهور المستمر وخلل وضعف عقلي، بليولر عرض إعادة تفسير اعتماداً على التفارق أو «التقسم» وتم بشكل كبير إتساع المعايير المشمولة للتشخيص. مراجعة للفهرس الطبي Index medicus من عام 1903 خلال عام 1978 أظهر هبوط مثير في عدد التقارير للشخصية المتعددة بعد ان أصبح تشخيص الشيزوفرينيا شائعاً، خصوصةً في الولايات المتحدة. الزيادة في الفئة التشخيصية العريضة للفُصام تم أيضاً افتراضه في اختفاء «الهستيريا» (التعيين التشخيصي المعتاد لحالات تعدد الشخصيات) في عام 1910. عدد من العوامل ساعدت في إنشاء مناخ كبير من الشك وعدم التصديق؛ موازياً الشك المتزايد لإضطراب الشخصية التفارقية كان هناك هبوط في الاهتمام في التفارق كظاهرة مختبرية وسريرية.
بدايةً في حوالي عام 1927، كان هناك زيادة كبيرة في عدد الحالات المقررة للشيزوفرينيا، والذي كان متناظر مع نقص كبير مساوي في عدد تقارير الشخصية المتعددة. مع زيادة غير مساوية في إعادة ضبط أمريكية للفصام/ الشيزوفرينيا كاضطراب وظيفي أو «تفاعل» لضغوطات نفسية حيوية نظرية وضعت بدايةً ونشرت بواسطة أدولف ماير Adolf Meyer في عام 1906 العديد من الحالات المحدث بالصدمة مرتبطة بالتفارق، تتضمن «ارتجاج دماغي» أو «عصاب الحرب» خلال الحرب العالمية الأولى، تم تصنيفها ضمن هذه التشخيصات. لقد تم التجادل في الثمانينات أن مرضى اضطراب الشخصية التفارقية كانوا عادةً يتم تشخيصهم بشكل خاطئ بأنهم يعانوا من الشيزوفرينيا.
المجتمع بكل الأحوال تعرض لأفكار نفسية والتي نالت اهتمامهم. Mary Shelley's Frankenstein، Robert Louis Stevenson's Strange Case of Dr Jekyll and Mr Hyde ، والعديد من القصص القصيرة short stories by Edgar Allan Poe كان لها تأثر هائل. في عام 1957، مع نشر أكثر الكتب مبيعاً آنذاك وهو The Three Faces of Eve بواسطة الطبيبان النفسيان Corbett H. Thigpen and Hervey M. Cleckley، اعتماداً على دراسة حالة لمريضهم Chris Costner Sizemore، والفلم اللاحق الشائع بنفس الإسمmovie of the same name، اهتمام المجتمع الأمريكي بتعدد الشخصيات انتعش. حالات أخرى لإضطراب الشخصية التفارقية تم تشخيصها في السنوات التالية. سبب الزيادة الحاد للحالات مجهول، ولكن يمكن ان تنسب لزيادة الوعي، والذي أظهر حالات غير مشخصة سابقاً أو حالات جديدة تم تحفيزها بواسطة تأثير الإعلام على سلوك الأفراد وحكم المعالجين. خلال السبعينات بدايةً عدد قليل من الأطباء النفسيين قاموا بحملة ليحصلوا على اعتبار التشخيص شرعي.

بين عام 1968 و1980، المصطلح الذي كان يستخدم لإضطراب الشخصية التفارقية كان «العصاب الهستيري، النوع التفارقي». جمعية الطب النفسي الأمريكية The APA تبت في النسخة الثانية من الدليل التشخيصي والإحصائي: «في النوع التفارقي، تغيرات يمكن أن تحدث في حالة المريض الواعية أو هويته، لينتج أعراض مثل فقدان الذاكرة، والسير النومي، والشرود، وتعدد الشخصيات.»  عدد الحالات زاد بشكل حاد في آواخر السبعينات وطوال الثمانينات، وأول دراسة علمية على الموضوع ظهرت في عام 1986. 

في عام 1974، نُشر الكتاب المؤثر بشكل كبير سيبيلSybil، ولاحقاً تم عمله بمسلسل قصير miniseries في 1976 ومرة ثانية في عام 2007again in 2007. واصفاً ما دعاه روبيرت ريبر «أكثر ثلاث شهرة من حالات الشخصية المتعددة»، لقد قدم نقاش مفصل لمشكلة علاج «سيبيل»، الاسم المستعار لShirley Ardell Mason. بالرغم من أن الكتاب والفلم اللاحق ساعدت بتعميم التشخيص وإثارت شيوع التشخيص،  التحليل اللاحق للحالة إقترح تفسيرات مختلفة، تتراوح من مشكلة ماسون التي تم تسبيبها بواسطة الطرق العلاجية المستخدمة بواسطة طبيبها النفسيCornelia B. Wilbur، أو خدعة غافلة ليصل لحقوق النشر المربحة،  بالرغم من أن تلك الخاتمة تم تحديها. مع زيادة اهتمام الإعلام باضطراب الشخصية التفارقية، وكذلك أيضاً زاد الجدال المحيط بالتشخيص. 

مع نشر الدليل التشخيصي والإحصائي الثالث DSM-III، والذي أهمل مصطلحات «الهستيريا» و«العصاب» (وبالتالي الفئات السابقة لإضطرابات التفارق)، تشخيصات التفارق أصبحت «يتيمة» بفئتها الخاصة مع اضطراب الشخصية التفارقية ظهر ك«اضطراب متعدد الشخصيات». بحسب رأي جامعة ماك جيلMcGill University الطبيب النفسي جويل باريس، أن هذا التشريع الغير مقصود لهم بواسطة إجبار الكتب، التي تقلد بناء الدليل التشخيصي والإحصائيDSM، لتضمين فصل منفصل عنهم ونتج في زيادة في تشخيص حالات التفارق. عندما نادراً تحدث ظاهرة عفوية (بحث في 1944 أظهر فقط 76 حالة)،  أصبحت «من صنع الإنسان معالجة نفسية سيئة (أو ساذجة)» عندما يكون المرضى لديهم القدرة على التفارق كانوا بشكل عرضي مشجعين ليعبروا عن أعراضهم بواسطة معالجين «مفتونين بهم كثيراً».
في عام 1986 فصل كتاب (لاحقاً تم إعادة طباعته بحجم مختلف)، Ian Hacking الفيلسوف في العلم ركز على اضطراب تعدد الشخصيات كمثال في «تشكيل الناس» من خلال التأثير الصعب على الأفراد في «الإسمانية الديناميكية» في الطب والطب النفس. مع اختراع مصطلحات جديدة لكامل الفئات الجديدة ل«الأنواع الطبيعية» من الناس يفترض أنها قد أبتدعت، وأولئك بالتالي شخصوا استجابةً بواسطة إعادة إنشاء هوياتهم في ضوء التوقعات الثقافية، والطبية، والعلمية، والسياسية، والأخلاقية الجديدة. هاكنغ يجادل بأن عملية «تشكيل الناس» هي تاريخياً مصادفة، بالتالي هي ليست مفاجئة لإيجاد الزيادة، والهبوط، والتجدد لمثل هذه الفئات مع الوقت. هاكنغ استخدم مفهومه «تشكيل الناس» في مقالة نشرت في مراجعة لندن للكتب في 17 آب 2006. 

«فقدان الذاكرة بين الشخصيات» تم حذفه كخاصية تشخيصية من الدليل التشخيصي والإحصائي الثالث DSM III في عام 1987، والذي يمكن أنه قد ساهم بزيادة تكرار التشخيص. كان هناك 200 حالة مقررة لإضطراب الشخصية التفارقية في 1980، و20000 من 1980 إلى 1990. جوان أكوسيلاJoan Acocella أقرت أن 40000 حالة تم تشخيصها من 1985 إلى 1995. المنشورات العلمية بخصوص اضطراب الشخصية التفارقية وصلت الذروة في منتصف التسعينات ثم إنحدرت بسرعة. 

كان هناك العديد من العوامل المساهمة للهبوط السريع لتقارير اضطراب تعدد الشخصيات /اضطراب الشخصية التفارقية. واحد كان التوقف في كانون الأول 1997 للتفارق: التقدم في اضطرابات التفارق، مجلة الجمعية العالمية لدراسة تعدد الشخصية والتفارق. الجمعية ومجلتها تم إدراكهم كمصادر غير متوافقة مع قواعد النقد الشرعي لتصريحاتها الإستثنائية عن وجود طوائف شيطانية بين الأجيال مسؤولة عن «محرقة مخفية» لاعتداء طقوسي شيطانيSatanic ritual abuse الذي إرتبط بزيادة تقارير اضطراب تعدد الشخصية. في جهود لتبعد نفسها من الشكوك المتزايدة بخصوص المصداقية السريرية لإضطراب تعدد الشخصية، المنظمة أسقطت «تعدد الشخصية» من إسمها الرسمي في عام 1993، وثم في عام 1997 غيرت إسمها مرة أخرى إلى الجمعية العالمية لدراسة الكرب والتفارقInternational Society for the Study of Trauma and Dissociation. 

في عام 1994، النسخة الرابعة من الدليل التشخيصي والإحصائي أبدل المعايير مرة أخرى وغير اسم الحالة من «اضطراب تعدد الشخصيات» إلى الحالي «اضطراب الشخصية التفارقية» لتأكيد أهمية التغيرات للوعي والهوية بدلاً من الشخصية. شمول فقدان الذاكرة بين الشخصيات ساعد لتمييز اضطراب الشخصية التفارقية من اضطراب التفارق غير المحدد بشكل آخر dissociative disorder not otherwise specified، ولكن الحالة إحتفظت بذاتية متأصلة بسبب الصعوبة في تعريف المصطلحات مثل الشخصية، والهوية، وحالة الأنا، وحتى فقدان الذاكرةamnesia ICD-10 يبقى يصنف اضطراب الشخصية التفارقية ك«اضطراب تفارق [تحول]» ويحتفظ بالإسم «اضطراب تعدد الشخصيات» مع رقم تصنيفي F44.8.81
دراسة في 2006 قارنت بين البحث العلمي والمنشورات على اضطراب الشخصية التفارقية وفقدان الذاكرة التفارقي dissociative amnesia مع حالات صحية أخرى، مثل القهم العصابي anorexia nervosa ، ومعاقرة الكحولalcohol abuse والفُصام فصام من عام 1984 إلى 2003. النتائج وجدت لتكون بشكل غير اعتيادية موزعة، مع مستوى قليل جداً من المنشورات في الثمانينات تبع بزيادة هامة والتي وصلت الذروة في منتصف التسعينات وبعد ذلك الهبوط السريع في العقد التالي. مقارنة مع التشخيصات ال25 الأخرى، منتصف التسعينات «فقاعة» من المنشورات بخصوص اضطراب الشخصية التفارقية كانت متفردة. في رأي مؤلفين المراجعة، نتائج المنشورات توحي بفترة من «الأسلوب» الذي تضاءل، وأن التشخيصان الاثنان «لا يقود لقبول علمي واسع الانتشار».

## الثقافة والمجتمع

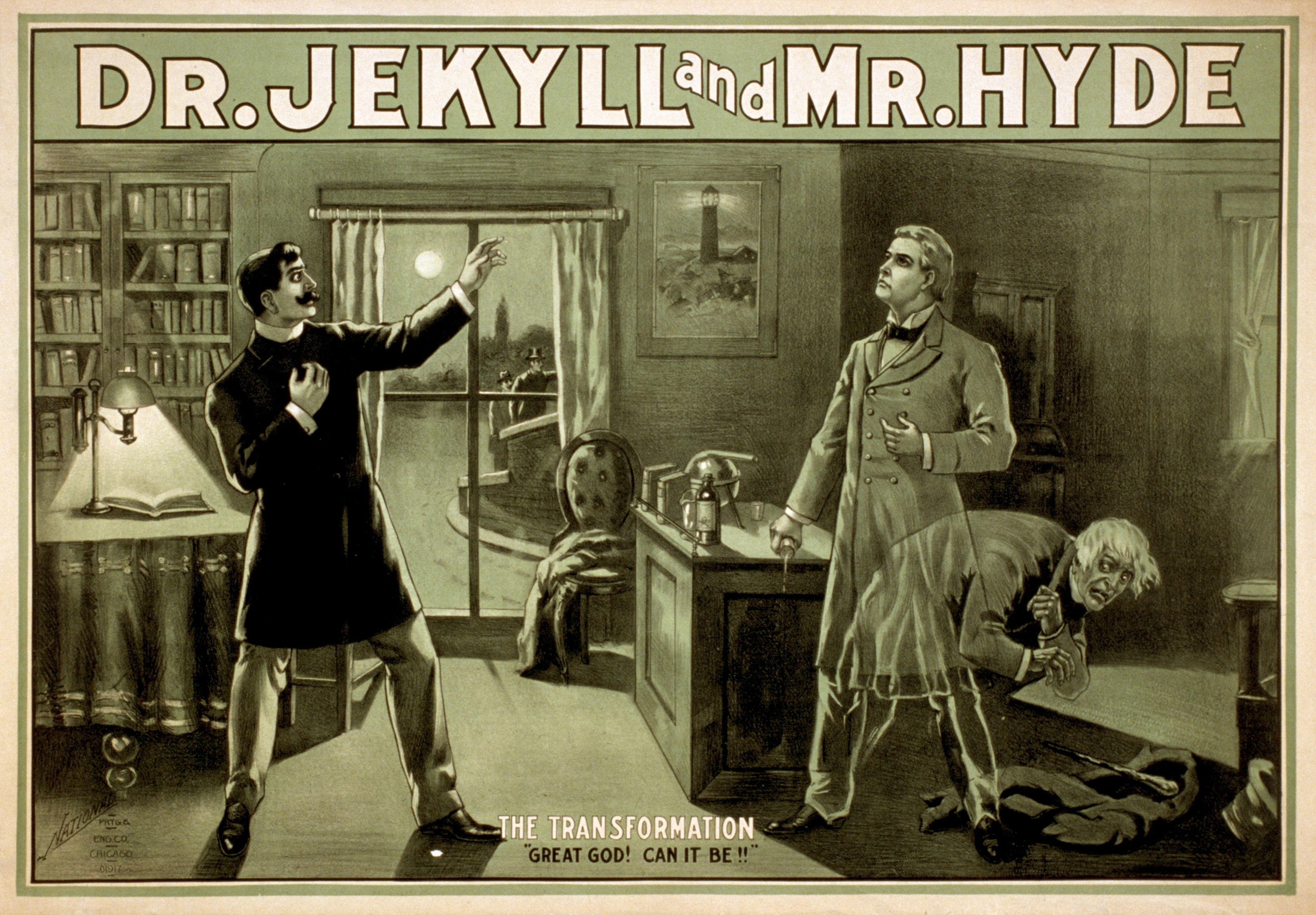
معروفة لرسمها التصويري لإنفصال الشخصية وأصبح مرادف مع تعدد الشخصيات في كلا الأدب العلمي والعامي

بالرغم من ندرته، فإن اضطراب الشخصية التفارقية وصف بتكرار جدير بالملاحظة في الثقافة الشعبية، لينتج أو يظهر في كتب متعددة، وأفلام وعروض تلفزية.
الطبيب النفسي كولن.روس صرح أنه اعتماداً على المجلدات المحصلة من خلال حرية تشريعات المعلومات، الأطباء النفسيون الذين ارتبطوا مع مشروعProject MKULTRA إدعوا أنهم قادرين بتعمد إحداث اضطراب الشخصية التفارقية باستخدام تنوع من التقنيات الكريهة.
إستبيانات على أساليب الأطباء النفسيون الأمريكان والكنديين بإتجاه اضطرابات التفارق أكملت في عام 1999 و2001 ووجدت شك معتبر وخلاف بخصوص أساس البحث في اضطرابات التفارق بشكل عام واضطراب الشخصية التفارقية بالتحديد، بالإضافة إذا أن اشتمال اضطراب الشخصية التفارقية في الدليل التشخيصي والإحصائي كان مناسباً.
لاعب الدوري الوطني لكرة القدم الأمريكية NFL هيرشيل والكر نشر سيرته الذاتية في عام 2008 مناقشاً حياته وتشخيصه باضطراب الشخصية التفارقية.

### قضايا قانونية
في الدوائر القانونية، اضطراب الشخصية التفارقية تم وصفه كواحد من أكثر التشخيصات النفسية والتقييمات القضائية المتنازع عليه. عدد حالات المحكمة التي تتضمن اضطراب الشخصية التفارقية زاد بصورة ملحوظة منذ التسعينات ، والتشخيص يقدم مجموعة من التحديات للنظام القضائي. المحاكم يجب أن تميز الأفراد الذين يقلدوا أعراض اضطراب الشخصية التفارقية لأسباب اجتماعية وقضائية. في علم القانون هنالك ثلاثة مشاكل هامة:
1. الأفراد المشخصين باضطراب الشخصية التفارقية يمكن أن يتهموا الآخرين بالانتهاك ولكن ينقص الدليل الموضوعي وتأسيس إتهاماتهم فقط على ذكريات منتظمة ومتعافية.
2. هنالك أسئلة بخصوص الحقوق المدنية واليبايبة للتغيرات، تحديداً أي من التغيرات يستطيع قانونياً تمثيل الشخص، أوتوقيع عقد أو التصويت.
3. آخيراً، الأفراد المشخصين باضطراب الشخصية التفارقية الذين اتهموا بجرائم يمكن أن ينكروا الذنب بسبب أن الجريمة تم اقترافها بواسطة حالة هوية مختلفة.

في حالات حيث غير مذنب بسبب الجنون (NGRI) تستخدم كدفاع في المحكمة، هي طبيعياً مصحوبة بواحد من من ثلاثة أساليب قانونية كإدعاء بأن تغير محدد كان متحكم عندما تم اقتراف الجريمة (وإذا أعتبر ذلك التغير مجنون)، يحكم قضائياً إذا كل (أو أي) التغيرات يمكن أن تكون مجنونة، أو إذا فقط الشخصية السائدة تقابل معايير الجنون. NGRI نادراً ما تكون ناجحة للأفراد باضطراب الشخصية التفارقية المتهمين بارتكاب الجرائم بينما هم في حالة متفككة.
ليس هناك إتفاق في حقول القانون والصحة العقلية فيما إذا يمكن تبرئته الفرد بسبب تشخيص اضطراب الشخصية التفارقية، لقد تم التجادل بأن أي فرد باضطراب الشخصية التفارقية هو شخص واحد مع مرض عقلي خطير وبالتالي يظهر مسؤولية متقلصه ، وهذا تم تمييزه أولاً في محكمة أمريكية في عام 1978 . على أي حال، التفاعل الشعبي مع نتيجة الحالة كان سلبي بشدة ومنذ ذلك الوقت الحالات القليلة التي إدعت الجنون وجدت أن الوعي المتغير الموجود في اضطراب الشخصية التفارقية إما غير متصل بالموضوع أو أن التشخيص لم يكن ذو دليل مقبول. طبيعة التقرير الذاتي للأعراض المستخدم في الوصول لتشخيص جعل تحديد مصداقيتهم صعباً، بالرغم من أن القياس لتنشيط الدماغ والأنماط البنائية هو توجه واعد لمستقبل البحث العلمي إلى تمييز التمارض من اضطراب الشخصية التفارقية الحقيقي في الأوضاع القضائية. الخبراء الشرعيون ينادوا بأن عمل الفحص الشرعي لإضطراب الشخصية التفارقية يجب ان يستخدم أسلوب متعدد التخصصات متضمناً أدوات مسح متعددة.

### في السينما والتليفزيون
ناقشت بعض الأفلام والمسلسلات اضطراب الشخصية التفارقية منها:
- فيلم تفارق (2016) بالإنجليزية: (Split).
- فيلم بئر الحرمان (1969) بطولة سعاد حسني
- مسلسل فارس القمر (2022) بالإنجليزية: (MoonKnight).
- مسلسل شخص آخر (2023) بالتركية: (Bambaşka Biri).

## وصلات خارجية
- اضطراب الهوية التفارقي على مشروع الدليل المفتوح
- International Society for the Study of Trauma and Dissociation